# بايرون كيو. جونز
بايرون كيو. جونز (بالإنجليزية: Byron Quinby Jones) هو طيار أمريكي، ولد في 9 أبريل 1888 في هنريتا في الولايات المتحدة، وتوفي في 30 مارس 1959 في واشنطن العاصمة في الولايات المتحدة.